# Величество
Величество (калька (перевод)  лат. maiestas) — титул, с прибавлением императорское, королевское, царское, почётное обращение к монархам, при обращении — обычно с предшествующим местоимением Ваше (сокращение: Е. В. — Его Величество), а при упоминании в текстах — с местоимением «Его, Её».

## История
Изначально термин maiestas в латинском языке рассматривался как качество бога, а в римском праве употреблялся также для обозначения государства в целом, в других источниках указано что в древнем Риме этот титул сначала давался патрициям, и это понятие первоначально прилагалось к трибунам, при Тиберии было перенесено на главу государства (princeps), то есть для обозначения высшей власти государства, а потом стало прилагаться к императорам (только им). Со времени Тиберия термин употребляется также в отношении императора (maiestas principis, буквально «великий правитель»). Гораций обращается к Августу maiestas tua, «твоё величество».
В Западной Европе титул Величество носили германо-римские императоры, а потом и другие монархи. 
Римские папы давали правителям европейских государств титулы величеств в:
- Испании — католическое[3], со времен Толедского собора 589 года многие из испанских королей носили титул — католическое величество[5]. Как воспоминание об окончательном торжестве Испанской империи над маврами постоянныё титул католическое величество сделался для них лишь со времен римского папы Александра VI[5];
- Франции — христианнейшее[3], в другом источнике указано всехристианнейшее данный папой французским королям, в лице Людовика XI, в 1469 году[6];
- Португалии — благоверное[3], в другом источнике указано всевернейшее, дарованный римским папой в 1748 году королю Иоанну V, который много лет добивался этого[7];
- Венгрии — апостолическое[3][8], данный 1000 году римским папой Сильвестром II королю Стефану, и в 1758 году возобновлён для Марии-Терезии и её потомков, австрийских императоров[9].

В раннем средневековье, вплоть до XIV века, по отношению к большинству монархов Европы употреблялось обращение «Высочество», в другом источнике указано, что с XV — XVI столетия титул присваивается королями. В новой Европе прежде всех титулом Величество стал именоваться король французский Людовик XI. С 1529 года титул Величество носил Карл V, затем и другие монархи. С XVI века, особенно в Англии и Франции, обращение «Величество» утвердилось за монархами крупных государств. 
Со времён Вестфальского мира обращение «Величество» применяется вообще к королям и императорам, а также их супругам (за исключением принцев-консортов, заведомо неравноправных по сравнению с супругом-монархом), при этом после смерти супруга-монарха его супруга сохраняет за собой право на обращение «Величество».
В России титул Величество появился при Иоанне IV Васильевиче «Грозном». Оскорбление Величества составляет особый род уголовных преступлений. На Руси (в России) преступное деяние — оскорбление Величества, заключалось в выражении неуважения к особе монарха, его супруги или наследника престола, устно и публично или на письме, в произведении печати, в распространении сочинения или изображения, оскорбительного для достоинства монарха. А по Уголовному Уложению, от 1903 года, оно  каралось, по степени важности, каторгой не свыше 8 лет, крепостью или арестом.